# Murillo El Fruto
Murillo El Fruto település Spanyolországban, Navarra autonóm közösségben. Murillo El Fruto Ujué, Santacara, Carcastillo és Gallipienzo-Galipentzu községekkel határos. Lakosainak száma 664 fő (2024).

## Népesség
A település népessége az elmúlt években az alábbi módon változott:
| Lakosok száma | 751  | 748  | 755  | 730  | 706  | 640  | 614  | 639  | 665  | 664  |
|               | 2001 | 2004 | 2006 | 2009 | 2011 | 2014 | 2016 | 2019 | 2021 | 2024 |